# Euchontha chilion
Euchontha chilion är en fjärilsart som beskrevs av Druce 1907. Euchontha chilion ingår i släktet Euchontha och familjen tandspinnare. Inga underarter finns listade i Catalogue of Life.